# Mataso
Mataso es una isla perteneciente a las Islas Shepherd en la provincia de Shefa, Vanuatu.
La isla está formada por dos cerros separados por playas de arena blanca denominados Matah Susum (Mataso Pequeño) y Matah' Ahlam (Mataso Grande). Matah' Alam es el pico más alto, con 650 m. Las islas más cercanas son Makura y Emae.
Mataso es ampliamente conocido por sus amplios recursos marinos, con ricos arrecifes de coral alrededor de la costa y una amplia variedad de opciones de envío de caza en mar abierto.
La isla posee una población cercana a los 100 habitantes, los cuales viven en el poblado de Na'asang.